# NGC 4512
NGC 4512 (ook wel NGC 4521) is een spiraalvormig sterrenstelsel in het sterrenbeeld Draak. Het hemelobject werd op 20 maart 1790 ontdekt door de Duits-Britse astronoom William Herschel.

## Synoniemen
- NGC 4521
- UGC 7706
- MCG 11-15-61
- ZWG 315.46
- KCPG 345B
- PGC 41621